# Волнат Гроув (Мисисипи)
Волнат Гроув (енгл. Walnut Grove) град је у америчкој савезној држави Мисисипи.

## Демографија
По попису из 2010. године број становника је 1.911, што је 1.423 (291,6%) становника више него 2000. године.
| Група             | 2000.       | 2010.         |
| Белци             | 279 (57,2%) | 461 (24,1%)   |
| Афроамериканци    | 199 (40,8%) | 1.425 (74,6%) |
| Азијати           | 0 (0,0%)    | 4 (0,2%)      |
| Хиспаноамериканци | 2 (0,4%)    | 17 (0,9%)     |
| Укупно            | 488         | 1.911         |